# Флорио (Трапани)
Флорио је насеље у Италији у округу Трапани, региону Сицилија.
Према процени из 2011. у насељу је живело 87 становника. Насеље се налази на надморској висини од 11 м.